# Tito Castillo
Ernesto Castillo Martínez, conocido como Tito Castillo (1939-2019) fue un abogado, catedrático, escritor y político nicaragüense.
Tito Castillo, de raíces profundamente cristianas, se involucró en la lucha contra la dictadura de la familia de Somoza como forma de lucha contra la injusticia y los desposeídos. Fue ministro de justicia del Nicaragua con el gobierno del FSLN, Director del Consejo Nacional de Universidades, embajador ante la Unión Soviética desde 1985 a 1990 y concurrente en Mongolia y Afganistán. Durante la lucha contra Somoza tuvo el seudónimo de Damian. 
Tito Castillo fue un hombre polifacético, abarcó disciplinas como el derecho, la fotografía, la literatura y el análisis político. Junto al  poeta Luis Rocha, creó el semanario Testimonio, publicación cristiana de denuncia a la luz de los documentos de Medellín y del Evangelio. Dirigió la librería Club de lectores.

## Biografía
Ernesto Castillo nació en Granada, Nicaragua, el  19 de junio de 1939 hijo de una familia numerosa de 14 miembros. Con 17 años se con la escritora Rosa Salaverry, conocida como La Cuta, quien sería su esposa el resto de su vida. Estudió derecho en la Universidad de León y tras graduarse formó parte un prestigioso  despacho de abogados que abandonó para organizar un bufete popular en la Universidad Centroamericana (UCA)-donde era docente de Derecho- para defender presos políticos y gente pobre así como a la formación de nuevos abogados.  Se casó con Cuta Salavarry con quien tuvo 8 hijos.
La implicación de la Tito y Cuta en loa lucha contra la dictadura de Somoza y su pertenencia al Frente sandinista de Liberación Nacional llevaron a la familia a exiliarse en Costa Rica donde mantubieron su compromiso de lucha. Su residencia en San José se convirtió en convalecencia de combatientes del Frente Sur; punto de contacto de jefes guerrilleros que comandaron la lucha en Nicaragua, así como la  base de operaciones de la clandestina Radio Sandino; puerto de llegada de Fernando y Ernesto y Cardenal, y centro de encuentro y conspiración de personalidades nacionales e internacionales. 
Tito Castillo formó parte del llamado "Grupo de los Doce", expresión política de la guerrilla, integrado profesionales intelectuales y empresarios partidarios del derrotamiento de la dictadura somocista en la época previa a la llamada "insurrección final". En 1978 cae en la insurrección de León su hijo primogénito, Ernesto Castillo Salaverry, que contaba 20 años de edad.   Fue detenido por la Guardia Nacional somocista y encarcelado en la prisión de El Chipote donde también fue torturado.
Tras el triunfo electoral de la Unión Nacional Opositora (UNO) en 1991 y la investidura como presidenta de Nicaragua de Violeta Barrios de Chamorro Tito Castillo escribió una serie de 95 cartas dirigidas a ella bajo el seudónimo de profesor José de la Cruz Pérez que publicó en el periódico Nuevo Diario donde manifestaba su opinión sobre los hechos políticos ocurridos entre el 7 de febrero de 1992 y el 26 de mayo del 2000. Denunciaba casos de corrupción que luego llevaron a la cárcel a algunos de los señalados. Los sucesos, que se publicaban semanalmente, eran fieles a la verdad, se redactaban con ironía y en un lenguaje popular, sin partidismo político pero no neutrales, no omitia los nombres propios de conocidos políticos y ministros que corrompían la administración pública, contrarios a la buena voluntad y a la honestidad de la presidenta, que Castillo consideraba libre de mañas políticas y que supo  responder a su cargo. En el año 2002 publico la recopilación de las mismas en el libro Mis cartas a la presidenta. 
EL 18 de abril de 2018, en  el contexto de las protestas contra el gobierno nicaragüense de Daniel Ortega, su hija Lola Castillo fue detenida y encarcelada en el centro penintenciario de El Chipote, donde había estado preso el propio Tito Castillo, fue a las puertas de la prisión a pedir su libertad. El 14 de febrero de 2019 murió a la edad de 81 años, murió en su residencia de Managua.

## Obra
Tito Castillo fue autor de varios libros, incluyendo "Ensayos y opiniones sobre la realidad nicaragüense" y "Historias no contadas o medio contar". Junto al poeta Luis Rocha, creó el semanario Testimonio, una publicación cristiana de denuncia que no solo fue un acto de resistencia política, sino que también fomentó la producción literaria comprometida con la realidad social.
Castillo dirigió la librería "Club de lectores", proporcionando un espacio vital para la difusión de literatura y el intercambio de ideas durante tiempos de represión.